# Riserva naturale Palude Brabbia
La riserva naturale Palude Brabbia è un'area naturale protetta situata nei comuni di Biandronno, Casale Litta, Cazzago Brabbia, Inarzo, Ternate e Varano Borghi, in provincia di Varese. La provincia, che è l'ente gestore, ha dato la riserva in gestione alla LIPU nel 1994.
È una delle zone umide di maggiore importanza del nord Italia, difatti rappresenta un fondamentale sito di nidificazione e svernamento di molte specie di uccelli migratori.
È situata tra i bacini del lago di Varese e del lago di Comabbio, a sud-ovest della provincia varesina.

## Vincoli di tutela
- Riserva naturale regionale (RNR)
- Zona umida di importanza internazionale, secondo la Convenzione di Ramsar (1971)
- Important Bird Area (IBA)
- Sito di importanza comunitaria (SIC), ai sensi della "Direttiva Habitat" (43/92/CEE).
- Zona di Protezione Speciale (ZPS), ai sensi della "Direttiva Uccelli" (409/79/CEE).

## Origine
Di origine glaciale, la palude deriva da una torbiera sfruttata dal 1847 per l'estrazione della torba per poco più di un secolo. È considerata una delle torbiere piane pedemontane meglio conservate. Gli scavi realizzati per l'estrazione hanno permesso la formazione di numerosi piccoli specchi d'acqua di forma regolare; inoltre, l'area è attraversata da un lungo canale che collega i due laghi.

## Geologia
L'area ha origine post-glaciale e risale agli ultimi 20.000 anni. Si è originata dall'abbassamento di un ecosistema lacustre che racchiudeva in un unico grande specchio d'acqua gli attuali laghi della zona, Varese, Comabbio e Biandronno. Spostandosi verso sud, l'acqua del grande lago ha eroso il letto del Bardello ed ha causato un abbassamento di circa 20 metri che ha lasciato scoperta una zona paludosa corrispondente all'attuale Palude Brabbia.

## Fauna

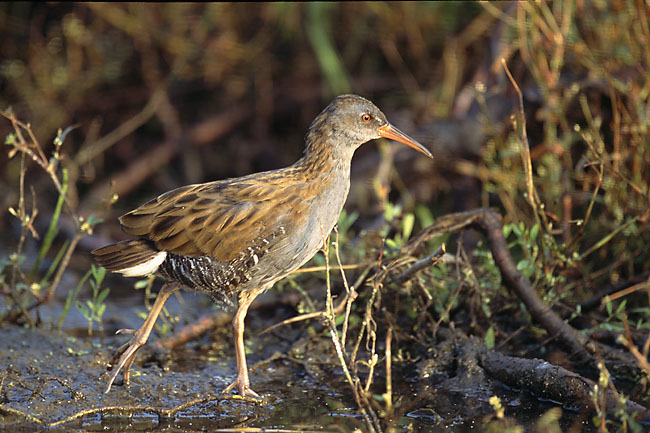
Porciglione

Di grande importanza, sia per numero sia per specie presenti, è la fauna ornitica, che conta circa 170 specie, stanziali e migratorie. Tra le specie acquatiche sono presenti la rara moretta tabaccata, nidificante con alcune coppie, il beccaccino, la canapiglia, il tarabuso. Legate al canneto e alle formazioni a Salix cinerea si trovano diverse specie: la salciaiola è la più importante e nidifica con numerose coppie; tra i rallidi, la schiribilla è rara, mentre il porciglione è molto comune ed è diventato il simbolo dell'oasi. Nelle stagioni migratorie si possono osservare nove specie di anatre, tra cui la marzaiola e il mestolone. Nella zona meridionale della riserva è presente anche una numerosa colonia di ardeidi, con oltre cento coppie nidificanti tra airone cenerino, airone rosso e nitticora.
Tra i Passeriformi sono presenti il pettazzurro, la salciaiola e, nella vegetazione più folta, il cannareccione, la cannaiola e la cannaiola verdognola. Nelle zone boscose sono presenti diversi esemplari di picchi: il picchio verde è il più comune, mentre è più raro osservare il picchio rosso minore. Numerose sono anche le specie di rapaci diurni: albanella reale, palco di palude, nibbio bruno, sparviere, poiana, gheppio, smeriglio, lodolaio, falco pellegrino e falco pescatore nella stagione migratoria. Tra quelli notturni è stata rilevata la presenza di gufo comune e gufo di palude. 

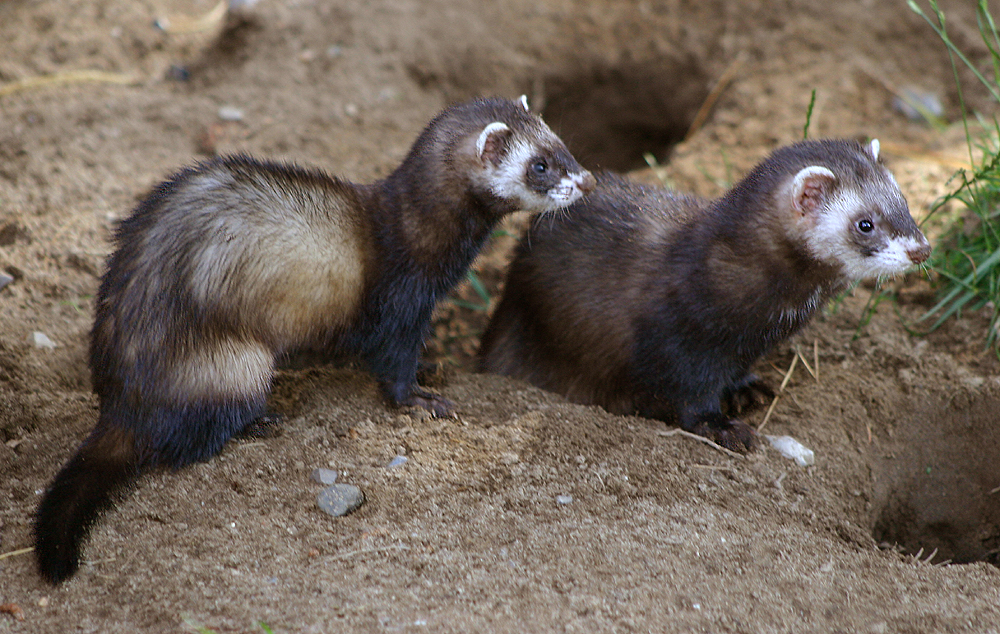
Due esemplari di puzzola

I mammiferi contano 28 specie: sono presenti il topolino delle risaie, l'arvicola d'acqua e del toporagno acquatico; tra i mustelidi si annoverano la donnola e la faina, mentre è di eccezionale importanza è la presenza consistente della puzzola, che trova, nell'area umida formata dai canneti della palude e dei laghi circostanti, una delle poche aree in cui rifugiarsi. Onnipresente è la volpe. I pipistrelli popolano l'area con quattro specie.
Gli anfibi annoverano 6 specie, tra cui la più rilevante è la rana di Lataste, endemica della Pianura Padana, mentre i rettili contano 7 specie. Si distingue la presenza della lucertola vivipara, che normalmente è presente solo su Alpi e Prealpi a quote elevate. 
La fauna invertebrata è estremamente ampia e conta specie di grande valore, come il coleottero scarabeide Osmoderma eremita, specie prioritaria tutelata dalla Direttiva Habitat, rinvenibile all'interno dei salici bianchi tagliati secondo la tecnica del capitozzo. Molte le specie la cui presenza è in declino in tutto il territorio italiano, come gli ortotteri Mecostethus grossus e Aiolopus thalassinus. Più raro è il ditiscide Cybister lateralimarginalis, predatore acquatico di piccoli vertebrati.

## Flora e vegetazione
La vegetazione dell'ecosistema palustre presenta un nucleo di cariceti nella facies a Calamagostis canescens che si sviluppano in vasti canneti nelle aree più ricche d'acqua. Ai margini e nelle zone più asciutte, sono presenti ampi cespuglieti a Salix cinerea ed alnete ad ontano nero, che ospitano grossi popolamenti della rara Hottonia palustris accompagnata in alcuni punti dalla felce a piume di struzzo. Gli sfagni creano piccoli tappeti muschiosi sui quali cresce una flora costituita da specie relitte di epoche più fresche e piovose come Drosera rotundifolia, Viola palustris e Rhynchospora alba.
Le raccolte d'acqua poco mosse ospitano lembi di lamineto con ninfee e diverse specie di lenticchie d'acqua (Lemna trisulca, Lemna minor, Spirodela polyrhiza), mentre nelle acque correnti del canale Brabbia vegetano varie specie di brasche, in particolare P. lucens e P. crispus, insieme con Nuphar luteum e Sparganium erectum.
Sono presenti anche diverse specie rare in ambito padano o pedemontano come Utricularia australis, Orchis incarnata e Hybiscus palustris ed ampie formazioni a fiore di loto, in passato coltivato dall'uomo.